# Joseph Haydn
Franz Joseph Haydn (31. března nebo 1. dubna 1732 Rohrau – 31. května 1809 Vídeň) byl rakouský hudební skladatel, přední představitel klasicistního období v hudbě, často označován jako „otec symfonie“ nebo „otec smyčcového kvarteta“.

## Život

### Dětství a raná léta

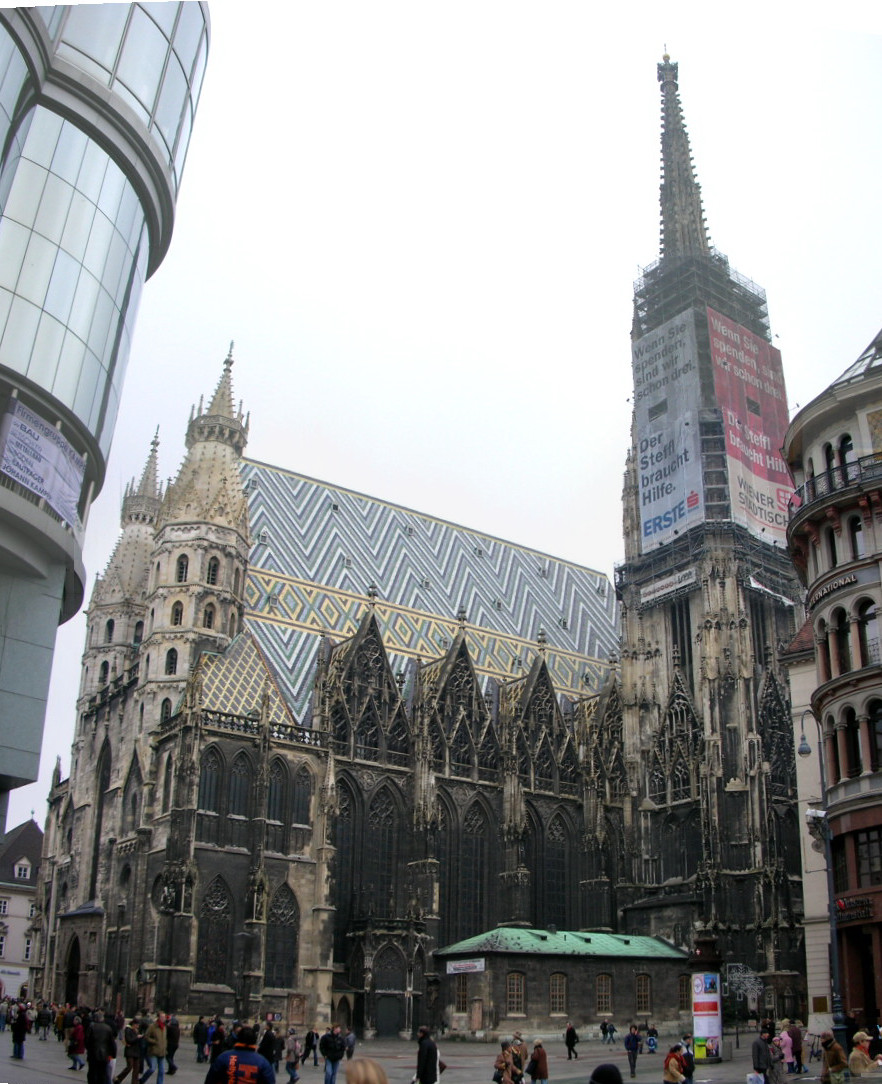
Dóm Svatého Štěpána ve Vídni – místo, kde Haydn zpíval v katedrálním sboru od svých osmi let.

Franz Joseph Haydn (křestní jméno Franz neužíval) se narodil 31. března roku 1732 v městečku Rohrau v Dolním Rakousku v blízkosti rakousko-uherských hranic. Jeho otec Matthias Haydn byl kolářem, matka Maria (rozená Kollerová) sloužila jako kuchařka v paláci hraběte Harracha. Otec byl nadšený lidový hudebník, který se v době, kdy byl tovaryšem, naučil hrát na harfu. Hudba a zpěv byly důležitou součástí Haydnova rodinného zázemí. I jeho mladší bratr Michael Haydn (14. září 1737 – 10. srpen 1806) se stal vynikajícím hudebníkem a skladatelem.
Rodiče malého Josepha Haydna si brzy uvědomili, že by syn v Rohrau nedostal dostatečné hudební vzdělání, a tak přijali nabídku Johanna Matthiase Francka, učitele hudby, svěřit Josepha do jeho výchovy. A tak se Joseph Haydn odstěhoval spolu s učitelem Franckem do Hainburgu (13 km od svého rodiště), když mu bylo pouhých šest let.
Haydn později zmínil, že život u Johanna Francka byl těžký; trpěl často hladem a měl na sobě stále špinavé oblečení. Ovšem získal potřebné hudební vzdělání, naučil se hrát na cembalo a housle a zanedlouho zpíval v sopránové části kostelního sboru.
Zde si ho všiml varhaník z dómu Svatého Štěpána ve Vídni a ihned ho přijal. Osmiletý Joseph se tak ocitl v hlavním městě říše, začal zpívat v katedrálním sboru a účastnil se koncertů v královském paláci. Zde působil do 17 let. V té době začal mutovat, takže nebyl schopen vyzpívat nejvyšší tóny skladeb. Lidé poslouchající koncerty sboru si na něj stěžovali a nazvali jeho zpěv „krákoráním“. Pomyslnou poslední kapkou bylo, když Haydn ustřihl předepsaný copánek jednomu sboristovi. Proto byl vyhozen a ponechán svému osudu. Od té doby se toulal po ulicích a na bídné živobytí si vydělával přepisováním partitur a hraním na housle na tanečních bálech. Nejprve pracoval jako doprovodný hudebník v hudební akademii skladatele Nicoly Porpory a později přijal místo u Ferdinanda Maxmiliána z Morzinu (1693–1763), bratrance Václava Morzina, respektive u Karla Josefa, v Dolní Lukavici, kde započal svou kariéru.

### Sňatek s Annou Marií Kellerovou
V této době se oženil s Annou Marií Kellerovou, dcerou parukáře, která s ním žila celých čtyřicet let, ale jejich manželství nebylo šťastné, a také zůstalo bezdětné. Zejména to, že nemohli mít děti Haydn celý život velmi těžce nesl.
Haydn si chtěl původně vzít Therese, sestru Anny Marie, kterou ve Vídni učil hře na klavír před tím, než nastoupil do služeb hraběte Morzina. Její rodiče však měli s dívkou jiné plány. Jako věřící lidé ji připravovali pro duchovní cestu, a kvůli chudému učiteli klavíru na tom nehodlali nic měnit. Když po roce služby dostal volno, aby ji mohl navštívit, zjistil, že je dívka již v klášteře. Když dosáhl postavení hudebního ředitele u hraběte Morzina se stálým platem, tehdy se jeho postavení v očích rodičů změnilo. Domluvili tedy sňatek s jejich druhou dcerou, Annou Marií, která byla o tři roky starší než on. Jeho nová žena však oproti Therese neměla pro hudbu vůbec žádné pochopení, a zajímaly ji zcela jiné věci. Haydn jí však zůstal věrný až do její smrti roku 1800.
Haydn zjistil, v jaký den bude Therese skládat slib a vstoupí trvale do kláštera, a pro tuto příležitost zkomponoval skladbu Salve Regina v E-dur. Na tuto mladistvou skladbu, tak spojenou s jeho osobním prožitkem, celý život vzpomínal.

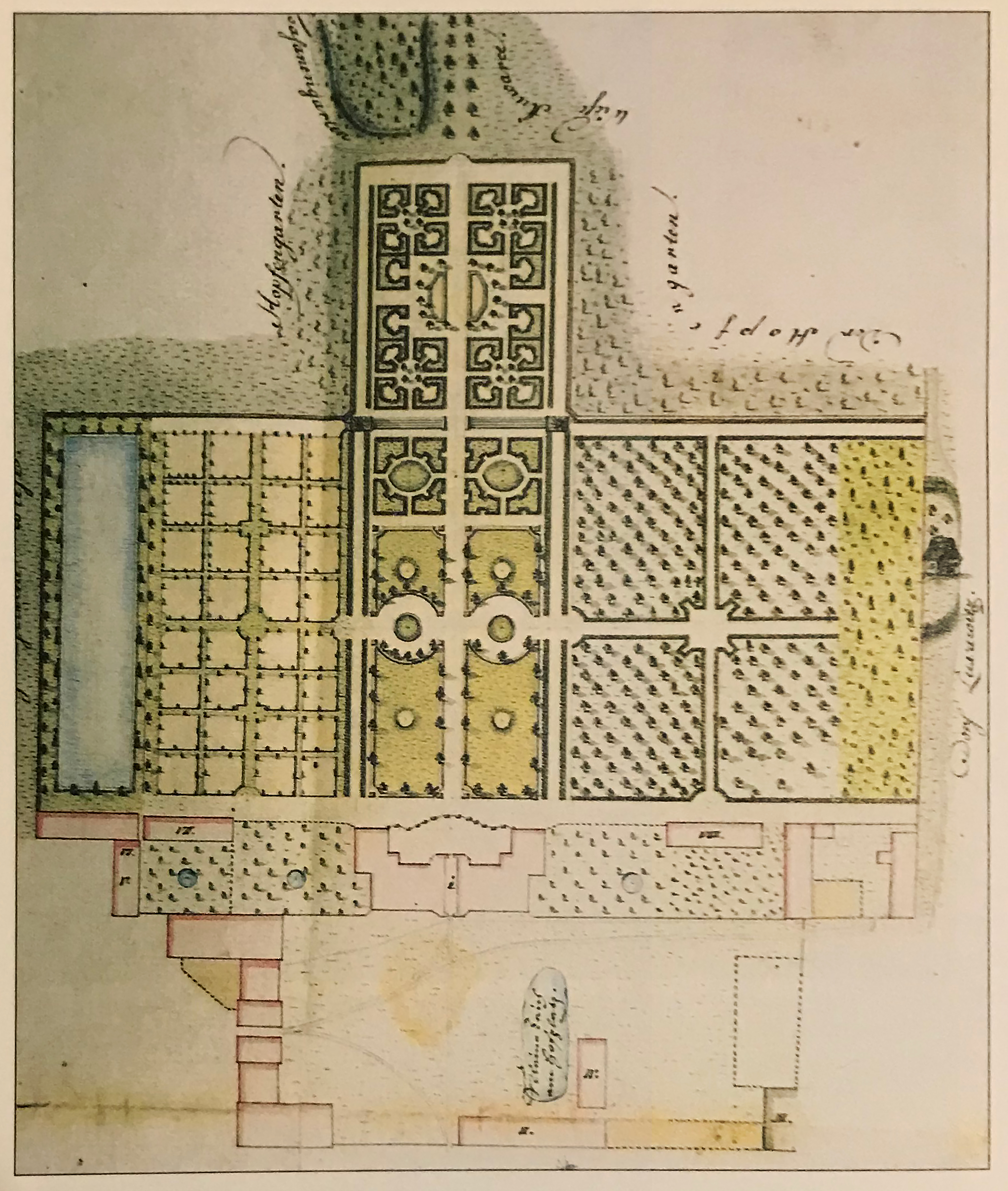
Dolní Lukavice, plán zámeckého parku z roku 1797 s půdorysem zámku a provozních budov

### Začátek kariéry v Dolní Lukavici (1758–1761)

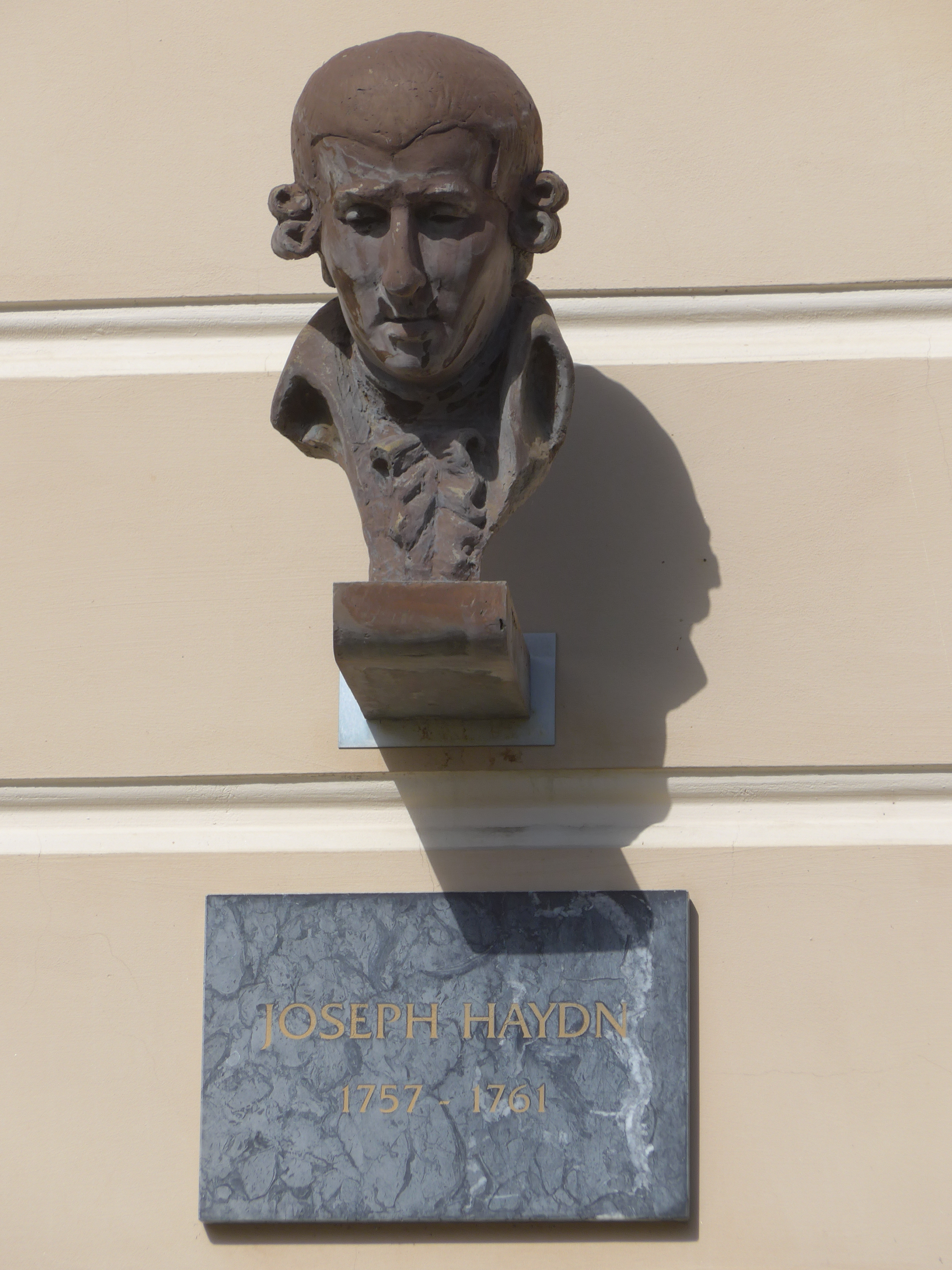
Pamětní deska s bustou Josefa Haydna umístěná v Dolní Lukavici na budově místní radnice

Začátek ve službách hraběcí rodiny Morzinů se v různých pramenech rozchází: 1757, 1758 nebo 1759. Haydnův životopisec Georg August Griesinger (1810), který starého skladatele zpovídal, napsal:
„V roce 1759 byl Haydn ve Vídni jmenován hudebním ředitelem hraběte Morzina s ročním platem dvě stě zlatých, vlastním bytem a stravou u tabule oficiantů. Zde skladatel konečně zažíval roky bezstarostné existence, což mu nesmírně vyhovovalo. Zimu trávil ve Vídni a léto v Čechách, poblíž Plzně." 
Toto slušné zajištění Haydnovi umožnilo věnovat se zejména symfonické tvorbě. Jako kapelník na zámku dirigoval malý orchestr, a pro toto těleso napsal své první symfonie, smyčcová tria, kasace a smyčcové kvartety. Ty se brzy rozšířily, často v opisech, do tisku se však dostaly až později.
V Dolní Lukavici složil své první symfonie (celkem jich vytvořil 104), z nichž první HV I:1 D-dur je označována jako "Lukavická" (Lukawitzer Symphonie). Mimo tuto symfonii zkomponoval Haydn pro hraběte Morzina ještě symfonie HV I:2–5, které měly být složené přímo na lukavickém panství. Dále pak zkomponoval pro hraběte Morzina, ještě další, pozdější symfonie (10, 11, 15, 18, 32, 33, 37, a pravděpodobně také 107, 108, častěji známé pod názvy Symfonie A a Symfonie B, než pod číslováním a 19, 20), což svědčí o dobrém celoživotním vztahu mezi zaměstnavatelem a zaměstnancem. I pozdější místo u hraběte Esterházyho zprostředkoval Haydnovi hrabě Morzin.
Z Haydnových záznamů víme, že jeho zaměstnavatel hrabě Karel Josef Morzin (1717–1783) byl „vášnivým milovníkem hudby“. Haydn se dále zmínil, že na morzinských statcích spadl z koně a víckrát se již o jízdu na tomto zvířeti nepokoušel. Jak píše Griesinger: "Haydn prý ve svých pozdních letech rád vyprávěl příhodu, že když jednou doprovázel krásnou hraběnku z Morzinu při zpěvu na klavír, naklonila se nad ním, aby lépe viděla do not, přičemž jí mimoděk vypadl náprsní šátek." Haydna pak Griesinger doslovně cituje: "Bylo to prvně, co mi byl takový obraz zjeven." – Co je to, Haydne, co to děláte? zvolala hraběnka; pln uctivosti, odpověděl jsem: ale Vaše hraběcí milosti, koho by to nevyvedlo z míry?" Haydnovi tehdy bylo 26 let. Ze záznamů také plyne, že oním hudbymilovným hrabětem nebyl starý pán Ferdinand Maxmilián František (1693–1763), ale jeho jednačtyřicetiletý syn Karel Josef. Flirtující hraběnkou byla choť Karla Josefa, Marie Vilemína Rajská z Dubnic (1730–1774).
Morzinové se následně dostali do finančních potíží, a proto museli svou přibližně patnáctičlennou kapelu roku 1761 rozpustit. Josef Haydn následně odešel do služeb knížete Esterházyho.
Tento způsob života byl pro aristokracii té doby charakteristický: léto na venkovských sídlech, zimy v paláci v hlavním městě Vídni. Robins Landon v roce 1988 napsal: "Zámek, který v obci Dolní Lukavice stojí dodnes, nyní slouží jako ústav pro choromyslné." V roce 2009 Jones ještě o zámku píše, že "dosud přežívá, ač je prázdný a ve zchátralém stavu." V současné době se zámek nachází v soukromém vlastnictví. Jeho majitelé však jeho péči nevěnují žádnou pozornost, přesto je toto místo nejen regionálně významné. Zámku hrozí trvalé a nevratné poškození. Haydnova pamětní busta se nachází na budově místní radnice Dolní Lukavice, místo na zámku, ačkoliv Haydn vzpomínal na své lukavické období vždy velmi kladně.
Od roku 1993 se pořádá každý rok festival Haydnovy hudební slavnosti k připomínce působení tohoto velkého skladatele v západních Čechách. Původně probíhalo zahájení festivalu přímo na zámku v Dolní Lukavici, později v místním kostele Svatého Petra a Pavla a jiných barokních zámcích v okolí města Plzně.

### Vrcholná léta

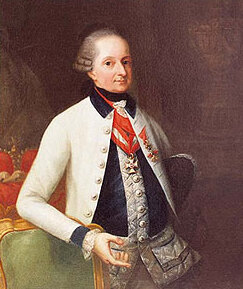
Kníže Mikuláš I. Esterházy – zaměstnavatel Haydna v letech 1762–1790 a velký příznivec umění

V této době už měl ale za sebou svou první symfonii a několik drobných skladeb. Byl si však vědom, že jeho znalosti kompozice potřebují zlepšení. Jelikož ale neměl dost peněz na to, aby mohl brát hodiny, rozhodl se, že se bude učit sám harmonii a kontrapunktu a že si celkově zlepší své hudební znalosti a techniku. Tyto své záměry dovedl tak daleko, že v roce 1761 dostal nabídku, aby se stal členem soukromého orchestru knížete Paula Antona Esterházyho, který byl hlavou nejbohatší a nejmocnější rodiny v Uhersku. Její členové byli velcí mecenáši hudby i jiných druhů umění. Joseph Haydn pobýval na zámku Esterházyů v Eisenstadtu, (dnes Rakousko), od r. 1761 – 1778. Pak se začal trvale zdržovat na zámku Esterháza v obci Fertöd (dnes Maďarsko), od r. 1778 - 1791. Další léta střídal často města svého působení.

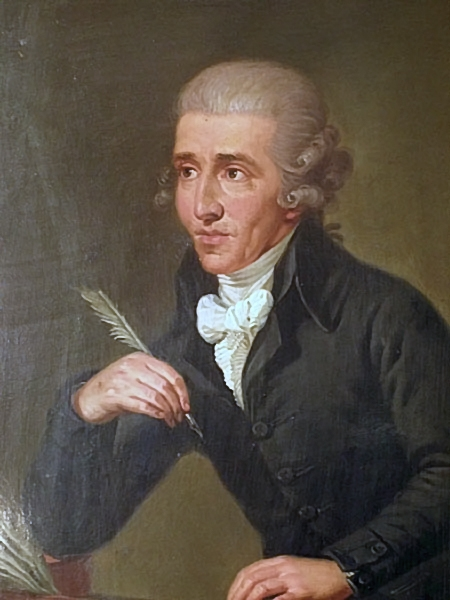
Portrét Josepha Haydna od malíře Ludwiga Guttenbrunna, asi z roku 1770

Během roku vládnoucí kníže Paul Anton Esterházy zemřel a nahradil ho jeho bratr Mikuláš (Miklós), který představoval pro Haydna doslova spásu, jelikož ho ihned v roce 1766 povýšil na vedoucího orchestru a na zámku Fertőd (Esterháza) začal budovat palác podle vzoru sídla francouzského krále ve Versailles s loutkovým divadlem a operním domem pro 400 diváků. „Kolem nebylo nikoho, s kým by si mě bylo možno splést,“ řekl Haydn, „proto jsem se musel stát originálním“. Haydn skládal neuvěřitelným tempem a jeho sláva přišla nečekaně a velice rychle. Objevovala se první zahraniční vydání a také právě ze zahraničí začalo přicházet čím dál více objednávek.
Jako vedoucí orchestru měl Haydn velmi četné a náročné povinnosti. Mimo jiné měl na starosti dvorní hudebníky, ale byl hlavně plně zodpovědný za jejich hudební úroveň a vystupování. Musel přicházet dvakrát denně pro příkazy a byl plně povinen „skládat takovou hudbu, jakou si kníže přál“. Je pochopitelné, že to byla velmi náročná práce. Mimo jiné byl také zodpovědný za péči o všechny nástroje a nauku „zpěvaček, aby v Eisenstadtu nezapomněly to, co se naučily ve Vídni“, musel řídit orchestr, organizovat operní představení a hrát komorní hudbu k obveselení knížete a případně jeho hostů.
Haydn se setkal s Mozartem a zanedlouho si jeho skladby oblíbil. Z obou skladatelů se stali blízcí přátelé.
Smrt knížete Mikuláše Esterházyho v roce 1790 znamenala jakýsi převrat a hudební život na zámku Esterháze utichl. V té době už byl Haydn velice uznávaný a oblíbený. Jeho povinnosti ke dvoru skončily, ačkoliv plat i titul mu zůstaly. Následujícího roku (1791) přijal pozvání impresária Salomona k návštěvě Londýna, kde zůstal delší dobu, osmnáct měsíců. Po návratu do Vídně začal učit Ludwiga van Beethovena, což nebyl ani pro jednoho zvláště šťastný počin. V roce 1794 následovalo opětovné pozvání do Londýna.

### Pozdní léta
V roce 1795 se knížecí rodina vrátila na zámek Esterháza a dovolila Haydnovi, aby se soustředil na komponování. Následující tvůrčí léta byla plodná, vzniklo šest mší a dvě oratoria – Stvoření světa a Roční doby. Pak se začalo jeho zdraví prudce zhoršovat. V té době už byl zámožný a vlastnil svůj vlastní dům ve Vídni. Při jeho nemoci se o něj vzorně starali jeho sluhové, jelikož měl velké fyzické problémy. Rozhodl se proto, že bude lepší přestat se věnovat komponování a svou skladatelskou dráhu ukončil. Uklidnění v těchto letech hledal u klavíru, kde trávil hodně času.
Joseph Haydn zemřel 31. května roku 1809 ve svém vídeňském domě, v době, kdy napoleonské jednotky vstoupily do města.

## Haydnův charakter
Haydn byl mezi svými vrstevníky oblíbený hlavně pro svou laskavost a optimismus. Vynikal smyslem pro humor, evidentní v jeho lásce k žertování a často zřetelný i v jeho hudbě. Haydn byl zvlášť respektován Eszterházym, protože dokázal mezi hudebníky a zaměstnavateli udržet dobrou náladu, hudebníkům vytvářel klidnou a pohodovou atmosféru, respektoval jejich zájmy a snažil se s nimi co nejlépe vycházet. Jeho zaměstnavatel a několik dalších lidí mu také občas říkalo Papa Haydn.
Haydn byl oddaný katolík, který se mimo jiné často a rád modlil růženec, když byl už „unavený“ od skládání. Po dokončení nějakého svého díla často napsal „Laus Deo“ („Chvála Bohu“) nebo nějaký podobný výraz na konec svého rukopisu. Mezi jeho oblíbené záliby patřil např. lov nebo rybaření.
Haydn byl malé postavy, zřejmě kvůli nedostatečné výživě v dětství. Neštovice, které Haydn prodělal, zanechaly na jeho tváři ošklivé a výrazné jizvy. Vzhledově nebyl Haydn hezký, a tak byl docela překvapen, když se o něj při jeho návštěvě Londýna zajímalo tolik žen. Haydn ovšem ženy miloval.
Tucty Haydnových portrétů od několika umělců, kde na každém je Haydn zobrazen s jinými rysy, nám znesnadnilo dozvědět se, jak Haydn přesně vypadal. Za nejpovedenější vyobrazení je považován obraz od Thomase Hardyho (1757 – asi 1805) namalovaný v době, kdy byl skladatel v roce 1792 v Londýně a který je nyní umístěn v londýnské Královské hudební akademii (obraz můžete vidět na této stránce). Některé obrazy ukazují, že Haydn nosil šedé napudrované paruky, což byla mužská móda 18. století, a že byl v dospělosti plešatý.

## Členství ve společnostech a vyznamenání
- 1780: Člen filharmonické společnosti v Modeně
- 1785: Přijat do zednářské lóže K opravdové harmonii
- 1791: Čestný doktorát Oxfordské univerzity
- 1793: Odhalení pomníku v zámeckém parku v Rohrau
- 1797: Čestný člen Vídeňské společnosti hudebních skladatelů
- 1798: Člen Královské švédské hudební akademie ve Stockholmu
- 01801:
  - Čestný člen záslužné společnosti Felix Meritis v Amsterdamu
  - Zahraniční člen Národního institutu pro vědy a umění v Paříži
- 01803:
  - Propůjčení zlaté medaile společnosti Concert des Amateurs v Paříži
  - Propůjčení zlaté Salvatormedaille města Vídně
- 01804:
  - Čestný člen Filharmonické společnosti v Lublani
  - Čestný občan města Vídně
- 01805:
  - Člen Conservatoire national supérieur de musique et de danse de Paris
  - Člen Académie des beaux-arts v Paříži
- 1807: Člen La Société Académique des Enfants d'Apollon v Paříži
- 1808: Čestný člen Filharmonické společnosti v Petrohradu[16]

## Dílo

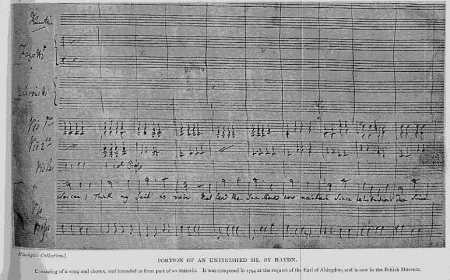
Část originálního rukopisu Josepha Haydna umístěná v Britském muzeu v Londýně

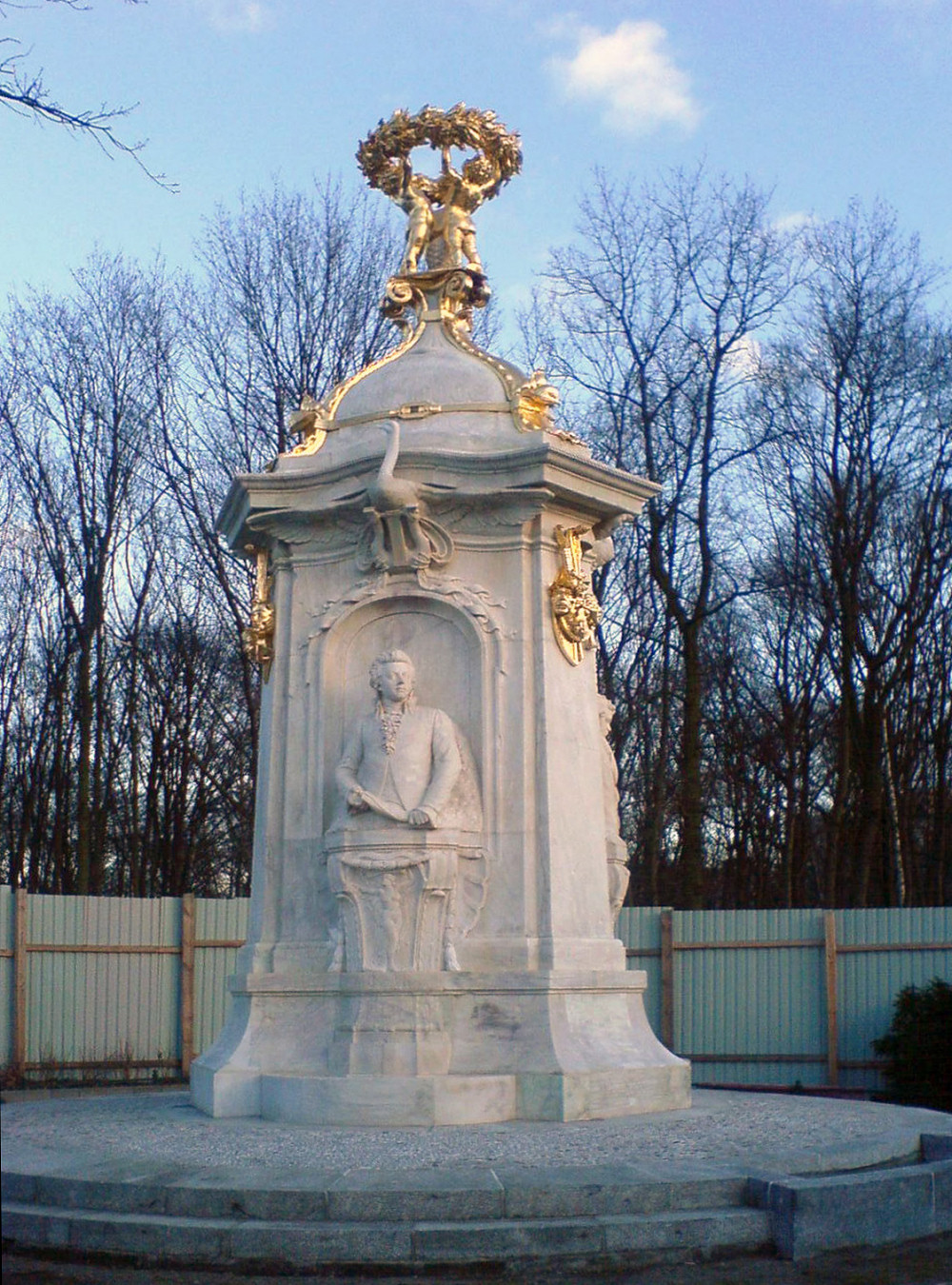
Pomník Josepha Haydna v Berlíně

Haydnovo dílo je ohromující – čítá až 2000 prací. Není tomu však tak dávno, co Haydnova díla byla přijímána s vlídnou, příznivou náklonností a hlavně s úctou, ale bez skutečného chápání jejich pravého místa ve vývoji klasické hudby. Dnes vidíme hlavně hudebního hrdinu – titána – a nejen přívětivou postavu zvanou svými kolegy „Papa Haydn“.
Když vstoupil Haydn na scénu, byla symfonická hudba ještě v začátcích. Haydn vzhlížel s úctou ke Carlu Philippu Emanuelu Bachovi, ale jeho první symfonie byly sotva něco jiného, než tzv. předehry (ouverture), jež měly jen málo společného s rozsáhlými, bohatšími a expresivnějšími skladbami z jeho zralých let. Tři známé symfonie, které Haydn zkomponoval na Esterháze během šedesátých let 18. století, Ráno, Poledne a Večer, jsou originální a okouzlující a liší se již hodně od jeho raných skladeb.
Jelikož měl Haydn k dispozici celý orchestr na Esterháze, mohl experimentovat, zkoušet všechny druhy efektů s různými kombinacemi hudebních nástrojů, neustále obohacovat své orchestrální představy a dodávat vtipné, hluboké a elegantní hudební myšlenky.
Haydn nevynalezl, jak se nemálo lidí domnívá, moderní symfonii, ale v jeho rukou dosáhla tato forma svého právoplatného postavení, s jeho neustálým hledáním nových metod vyjádření v rámci přísné klasické struktury a jeho výjimečným talentem pro melodickou linii a harmonii. Haydnovy pozdní londýnské symfonie obsahují pasáže, které připomínají Mozarta. Jiné pak do určité míry anticipují tvorbu Beethovenovu.

### Komorní hudba
- Klavírní trio C-dur
- Klavírní trio G-dur
- Smyčcové kvartety č. 29-34 „Ruské“, Op. 33
- Smyčcový kvartet č. 32 C-dur „Ptačí“, Op. 33, č. 3
- Smyčcové kvartety č. 60-65, Op. 76
- Smyčcový kvartet č. 62 C-dur „Císařský“, Op. 76, č. 3
- Sedm posledních slov Vykupitelových na kříži (upraveno 1787 podle orchestrální verze z r. 1785/6)

### Koncerty
- Houslový koncert č. 1 C dur
- Violoncellový koncert č. 1 C dur, H. 7b/1
- Violoncellový koncert č. 2 D dur
- Hobojový koncert
- Trubkový koncert Es dur

### Symfonie
- Symfonie č. 1 D-dur „Lukavická“
- Symfonie č. 27 G-dur
- Symfonie č. 45 fis-moll „Na odchodnou“
- Symfonie č. 85 B-dur, "La Reine"
- Symfonie č. 88 G-dur
- Symfonie č. 92 G-dur „Oxfordská“
- Symfonie č. 94 G-dur „S úderem kotlů“
- Symfonie č. 100 G-dur „Vojenská“
- Symfonie č. 101 D-dur „Hodiny“
- Symfonie č. 103 Es-dur „S vířením tympánů“

### Opery
- Acide, r. 1762
- La canterina (Zpěvačka), r. 1766
- Lo speziale (Lékárník), r. 1768
- L'infedelta delusa, r. 1773
- L'incontro improvviso, r. 1775
- Il mondo della luna (Svět na měsíci), r. 1777
- La vera costanza (Pravá věrnost), r. 1777/1778
- L'isola disabitata (Opuštěný ostrov), r. 1779
- La fedelta premiata (Odměněná věrnost), r. 1780/1781
- Orlando Paladino, r. 1782
- Armida, r. 1783/1784
- Orfeo ed Euridice, r. 1791

### Oratoria
- Sedm posledních slov Vykupitelových na kříži (Die sieben letzten Worte unseres Erlösers am Kreuze, r. 1796)
- Stvoření světa (Die Schöpfung, r. 1798)
- Čtvero ročních dob (Die Jahreszeiten, r. 1801)

## Nástroje
Fortepiano „Anton Walter in Wien“, používané skladatelem, je nyní vystaveno v Haydn-Hausu v Eisenstadtu. Ve Vídni v roce 1788 si Haydn koupil fortepiano od Wenzela Schantze. Když skladatel navštívil poprvé Londýn, anglický stavitel klavíru John Broadwood mu dodal koncertní křídlo.

## Nahrávky na soudobých nástrojích
- Alan Curtis. Joseph Haydn. Keyboard Sonatas. Nahráno na klavírech Walter 1796 a Schantz 1790
- Ronald Brautigam a Concerto Copenhagen under Lars Ulrik Mortensen. Joseph Haydn Concertos. Nahráno na replice klavíru Walter od Paula McNultyho
- Robert Levin, Vera Beths a Anner Bylsma. Joseph Haydn. The Last 4 Piano Trios: H 15 no 27-30. Nahráno na replice klavíru Walter od Paula McNultyho
- Andreas Staier. Joseph Haydn. Sonatas and Variations. Nahráno na replice klavíru Walter od Christophera Clarka
- Jos van Immerseel. Wolfgang Amadeus Mozart, Joseph Haydn. Fortepiano Sonatas. Nahráno na replice klavíru Walter od Christophera Clarka

## Zajímavosti
- Po Haydnovi je v současnosti (2016/2017) pojmenován pár mezinárodních vlaků railjet (370/371) společností České dráhy a ÖBB v trase Praha – Brno – Wien – Bruck an der Mur – Graz a zpět.
- Smyčcový kvartet č. 62 C-dur „Císařský“, Op. 76, č. 3 byl předlohou pro rakouskou císařskou hymnu a německou hymnu.